# Bakeridesia molinae
Bakeridesia molinae är en malvaväxtart som beskrevs av D.M. Bates. Bakeridesia molinae ingår i släktet Bakeridesia och familjen malvaväxter. Inga underarter finns listade i Catalogue of Life.